# Under Armour
Under Armour (NYSE: UAA (Class A), NYSE: UA (Class C))  er en amerikansk producent af sportsbeklædning, fodtøj og relateret tilbehør. Virksomheden blev grundlagt i 1996 af Kevin Plank, og det globale hovedkvarter er beliggende i Baltimore i delstaten Maryland.
I februar 2015 købte Under Armour den danske app Endomondo for over 500 millioner kroner, efterfølgende lukkede de app og hjemmeside.